# Cercle des Phénix
 (mai 2023).
Si vous disposez d'ouvrages ou d'articles de référence ou si vous connaissez des sites web de qualité traitant du thème abordé ici, merci de compléter l'article en donnant les références utiles à sa vérifiabilité et en les liant à la section « Notes et références ».
Le Cercle des Phénix, créé en 1995, regroupe des personnalités québécoises reconnues pour leur contribution importante à la cause de l’environnement.

## Membres
Aujourd'hui, en 2011, le Cercle compte 37 membres.

## 1995
- Laurent Lemaire, président et chef de la direction de la société Groupe Cascades
- Normand Maurice, professeur et fondateur du Centre de formation en entreprise et récupération de Victoriaville
- André Paradis, président du Groupe-Conseil Paradis
- Jean-Noël Sergerie, membre fondateur et coordonnateur de l’organisme Récupération La Récolte de Sainte-Anne-des-Monts

## 1996
- Arthur Gagnon, directeur du centre de tri Les Transformateurs de Rouyn-Noranda, jusqu’en 2001
- Guy Lessard, président du Conseil régional de l’environnement Chaudière-Appalaches
- Yolande Massé, conseillère municipale de LaSalle de 1983 à 1991
- Julien Métivier, président-directeur général de la société IPL de Saint-Damien

## 1997
- Daniel Émond, président du Centre de valorisation du verre du Québec (Unical)
- Rénald Gaudreault, directeur général de la municipalité régionale de comté Le Fjord-du-Saguenay
- Robert Lauzon, spécialiste du développement durable au sein du gouvernement du Québec
- Louis Robert, président du groupe ENvironnement JEUnesse de 1994 à 1997

## 1998
- Pierre Dansereau, écologiste et professeur à l’Université du Québec à Montréal
- André Beauchamp, président de la firme Enviro-Sage et spécialiste de l’éthique environnementale
- Sœur Estelle Lacoursière, écologiste et professeure à l’Université du Québec à Trois-Rivières
- Harvey Mead, président fondateur de l’Union québécoise pour la conservation de la nature

## 1999
- Monique Fitz-Back, enseignante et conseillère en environnement à la Centrale des syndicats du Québec
- André Delisle, président de Transfert Environnement
- Louis Archambault, président de la société Entraco
- Robert Litzler, enseignant au Collège de Rosemont et président de l’Association québécoise de promotion de l’éducation relative à l'’environnement

## 2000
- Louis-Gilles Francoeur, journaliste au quotidien Le Devoir
- Clifford Lincoln, député fédéral de Lac-Saint-Louis et ministre de l’Environnement du Québec de 1985 à 1988

## 2001
- Jean-Guy Dépôt, spécialiste de la protection des lacs et rivières
- Édith Smeesters, présidente de la Coalition pour les alternatives aux pesticides

## 2002
- Gabriel Meunier, président de Gestion Gabriel Meunier
- Claude Villeneuve, vulgarisateur scientifique

## 2003
- Louis Genest, professeur, Clercs de Saint-Viateur du Canada
- Donna Mergler, directrice, Institut des sciences de l’environnement, Université du Québec à Montréal

## 2004
- Louise Vandelac, professeure titulaire à l'Institut des Sciences de l'environnement et de sociologie de l'Université du Québec à Montréal

## 2005
- Laure Waridel, cofondatrice et présidente d’Équiterre

## 2006
- Jacques Languirand, animateur de radio, cofondateur du Festival de films de Portneuf sur l'environnement

## 2007
- Hubert Reeves, directeur de recherches au Centre national de la recherche scientifique
- Frédéric Back, peintre, illustrateur, réalisateur de films d’animation

## 2008
- André Martel, président directeur-général de Collecte sélective Québec de 1989 à 2007

## 2009
- Steven Guilbeault, cofondateur de l'organisme Équiterre et responsable de la campagne Climat Énergie pour Greenpeace durant 10 ans

## 2010
- Claudette Villeneuve, présidente de Stratégies Saint-Laurent

## 2011
- Léopold Gaudreau, sous-ministre adjoint au Ministère du Développement durable, de l'Environnement et des Parcs